# Карайманлі
Карайманлі — село в Кубадлинському районі Азербайджану.
Перебувало в складі невизнаної Нагірно-Карабаської Республіки. У листопаді 2020 року збройною силою повернуте під контроль Азербайджану.